# بول غراي
بول غراي (بالإنجليزية: Paul Gray)‏  (و. 1972 – 2010 م) هو عازف بيس، وموسيقي، ومغني أمريكي، ولد في لوس أنجلوس، توفي في جونستون، عن عمر يناهز 38 عاماً، بسبب جرعة زائدة.

## وصلات خارجية
- بول غراي على موقع IMDb (الإنجليزية)
- بول غراي على موقع ميوزك برينز (الإنجليزية)
- بول غراي على موقع إن إن دي بي (الإنجليزية)
- بول غراي على موقع ديسكوغز (الإنجليزية)
- بول غراي على موقع قاعدة بيانات الفيلم (الإنجليزية)

- بول غراي في قاعدة بيانات الأفلام على الإنترنت